# Rudolf Tschirch

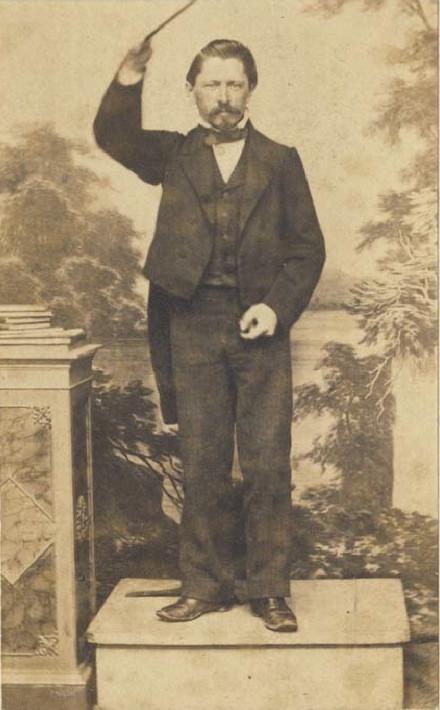
Rudolph Tschirch

Rudolf Tschirch (* 17. April 1825 in Lichtenau, Landkreis Lauban, Provinz Schlesien; † 17. Januar 1872 in Berlin) wirkte als Chordirektor bei der Krolloper in Berlin und gründete ebenfalls in Berlin 1860 den Märkischen Zentralsängerbund. In dessen Auftrag gab Tschirch die Deutsche Männer-Gesangs-Zeitung heraus.

## Leben
Tschirch trug den Titel eines preußischen Musikdirektors. Unter seiner Leitung begann der Märkische Zentralsängerbund regelmäßig das Bundesgesangsfest zu organisieren, das auch nach seinem Tod fortgeführt wurde.
Folgende Kompositionen und/oder Veröffentlichungen gehen auf Tschirch zurück: Das Gespenst, Der Volkssänger, Vom Meer zum Fels, Arie des George Brown.